# W krainie piosenki
W krainie piosenki – drugi album studyjny Ireny Santor wydany w 1963 roku nakładem wytwórni Pronit w formie 10-calowej płyty gramofonowej. W 2018 płyta miała swoją premierę w serwisach streamingowych.

## Lista utworów
Strona a:
1. Zwodzony most (Arno Babadżanian - Andrzej Bianusz)
2. Jak tu spać w majową noc (Marek Sart - Ludwik Starski)
3. Kto ciebie zna tęsknoto (Nina Pilchowska - Henryk Gaworski)
4. Zakochałam się w tobie na dobre czy złe (Ryszard Sielicki - Bronisław Brok)

Strona b:
1. Niby nic (Lucjan Kaszycki - Agnieszka Osiecka)
2. Jesienny staw (Moshe Wilensky - Bronisław Brok)
3. Sucu, Sucu (Tarateño Rojas - Mirosław Łebkowski)
4. Ricardo i gitara (trad. - Amelia Lisiecka)

## Charakterystyka albumu
Płyta W krainie piosenki została wydana w 1963 roku na zlecenie Polskich Nagrań przez wydawnictwo Pronit. Złożyło się na nią osiem piosenek polskich i zagranicznych kompozytorów w wykonaniu Ireny Santor. Na całym albumie artystce towarzyszy Orkiestra Ryszarda Damrosza. Wydania płyty nie poprzedzono żadnymi singlami, natomiast kilka piosenek z niej umieszczono na składankach Polskich Nagrań. W 1998 wszystkie piosenki z płyty ukazały się w zremasterowanych wersjach na drugiej z dwunastu wspomnieniowych płyt artystki zawierającej jej archiwalne nagrania studyjne dokonane dla Polskich Nagrań w Warszawie. W 2018 wszystkie utwory nagrane na albumie ukazały się w serwisach streamingowych przegrane z oryginalnych taśm archiwalnych.

## Muzycy
- Irena Santor – śpiew
- Orkiestra Ryszarda Damrosza – akompaniament